# Razer BlackWidow
Razer BlackWidow är en serie tangentbord utvecklade & lanserade av Razer Inc. Tangentborden är företagets mest populära & har sålts sedan 2010.

## Produkter
Här är en lista över Razers nuvarande BlackWidow-produkter:
| Produkt                                       | Lanseringsår | Pris     | Belysning | Tangenter       | Makro | Kropp  | Livstid           | Portar                   | Kommentar                 |
| --------------------------------------------- | ------------ | -------- | --------- | --------------- | ----- | ------ | ----------------- | ------------------------ | ------------------------- |
| BlackWidow Tournament Edition                 | 2014         | 930 :-   | -         | Mekaniska       | -     | Plast  | 60 miljoner tryck | -                        |                           |
| BlackWidow Ultimate Classic                   | ?            | 1 489 :- | Blå       | Mekaniska       | 5 st  | Plast  | 80 miljoner tryck | USB, Hörlurar & Mikrofon | Klassisk version.         |
| BlackWidow Ultimate 2014                      | 2014         | 1 489 :- | Grön      | Mekaniska       | 5 st  | Plast  | 60 miljoner tryck | USB, Hörlurar & Mikrofon |                           |
| BlackWidow Ultimate Stealth 2014              | 2014         | 1 489 :- | Grön      | Tysta Mekaniska | 5 st  | Plast  | 60 miljoner tryck | USB, Hörlurar & Mikrofon |                           |
| BlackWidow Ultimate 2016                      | 2016         | 1 209 :- | Grön      | Mekaniska       | -     | Plast  | 80 miljoner tryck | USB, Hörlurar & Mikrofon |                           |
| BlackWidow Ultimate Stealth 2016              | 2016         | 1 209 :- | Grön      | Tysta Mekaniska | -     | Plast  | 80 miljoner tryck | USB, Hörlurar & Mikrofon |                           |
| BlackWidow Chroma                             | 2014         | 1 861 :- | Chroma    | Mekaniska       | 5 st  | Plast  | 80 miljoner tryck | USB, Hörlurar & Mikrofon | Se "Chroma" i Razer       |
| BlackWidow Chroma Stealth                     | 2014         | 1 861 :- | Chroma    | Tysta Mekaniska | 5 st  | Plast  | 80 miljoner tryck | USB, Hörlurar & Mikrofon | Se "Chroma" i Razer       |
| BlackWidow Tournament Edition Chroma          | 2014         | 1 582 :- | Chroma    | Mekaniska       | -     | Plast  | 80 miljoner tryck | -                        | Se "Chroma" i Razer       |
| BlackWidow Tournament Edition Chroma Stealth  | 2014         | 1 582 :- | Chroma    | Tysta Mekaniska | -     | Plast  | 80 miljoner tryck | -                        | Se "Chroma" i Razer       |
| Call of Duty: Black Ops III BlackWidow Chroma | 2015         | 2 047 :- | Chroma    | Mekaniska       | 5 st  | Plast  | 60 miljoner tryck | USB, Hörlurar & Mikrofon | Exklusivt tangentbord.    |
| BlackWidow X Ultimate                         | 2016         | 1 023 :- | Grön      | Mekaniska       | -     | Metall | 50 miljoner tryck | -                        | Helt ny typ av belysning. |
| BlackWidow X Chroma                           | 2016         | 1 768 :- | Chroma    | Mekaniska       | -     | Metall | 80 miljoner tryck | -                        | Helt ny typ av belysning. |
| BlackWidow X Tournament Edition Chroma        | 2016         | 1 489 :- | Chroma    | Mekaniska       | -     | Metall | 80 miljoner tryck | -                        | Helt ny typ av belysning. |